# ماپاتومومب
ماپاتومومب (انگلیسی: Mapatumumab) یک پادتن تک‌تیره آزمایشی انسانی است که هم‌اکنون در دست بررسی و کارآزمایی‌های بالینی است تا از آن در درمان سرطان استفاده شود.
این مولکول، گیرنده مرگ ۴ یا همان TRAIL-R1 را هدف قرار می‌دهد که بر روی سطحِ بسیاری از سلول‌های سرطانی موجود است.
پژوهش‌هایی جهت استفاده از این دارو در درمان سرطان پیشرفتهٔ کبد، سرطان ریه از نوع سلول غیر کوچک، مولتیپل میلوما، سرطان روده بزرگ و لنفوم غیر هوچکین در حالِ انجام است.